# سس بشامل

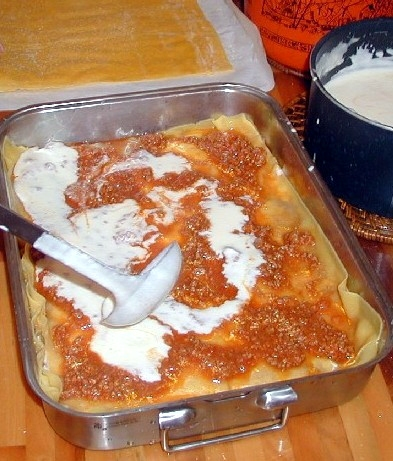
سس بشامل بر روی لازانیا.

نام دیگر سس بشامل (به فرانسوی: Béchamel)، سس سفید است. این نوع سس را در تهیه انواع دیگر سس‌ها به کار می‌برند، از جمله سس مورنی که از مخلوط سس بشامل با پنیر به‌دست می‌آید. سس بشامل یکی از سس‌های اصلی کشور فرانسه محسوب می‌شود که امروزه برای تهیه آن، شیر گرم را بتدریج به آرد و کره اضافه می‌کنند و آرام بهم می‌زنند. سپس ادویه جات مختلف به این سس اضافه می‌نمایند. غلظت سس به‌دست آمده به میزان آرد و شیر به کار رفته بستگی دارد.
زمانی که این سس ابداع شد، از آهسته جوشاندن شیر به همراه گوشت گوساله با انواع چاشنی‌ها تهیه می‌شد. سپس این مخلوط را روی حرارت ملایم می‌گذاشتند تا سس، سفت و غلیظ شود و همچنین در آخر به آن خامه هم اضافه می‌نمودند.
این سس سفید خامه ای در سال ۱۵۳۳ توسط سرآشپز کاترینا مدیچی (همسر هنری دوم) به فرانسه معرفی شد. این نام به افتخار لویی دو بشامل، مشاور اعظم لوئی چهاردهم که پادشاه فرانسه بود به این نام انتخاب شده است. گاهی به اشتباه تصور می‌شود که همین فرد، سس بشامل را ابداع نموده است.
نام این سس برای اولین بار در کتاب‌های آشپزی فرانسه در سال ۱۶۵۱م عنوان شد.
بشامل، یکی از پنج سس مادری است که در غذاهای فرانسوی استفاده می‌شود، به این معنی که پایه ای است که برای سایر سس‌های پیچیده‌تر مانند Mornay یا Alfredo استفاده می‌شود. سس بشامل در بسیاری از غذاهای ایتالیایی و فرانسوی از جمله لازانیا، گراتن و کروک موسیو یکی از مواد اصلی است.

## طرز تهیه
مقداری جعفری و پیازچه بردارید و آنها را خیلی ریز خرد کنید، داخل یک قابلمه یک تکه کره بریزید، همراه با جعفری و پیازچه، و مقداری موسیر خرد شده با نمک و فلفل، مقداری جوز هندی و کمی آرد. کمی آب‌گوشت را اضافه کنید و اجازه دهید تا سس بجوشد و غلیظ شود. آن را گرم سرو کنید.
- دستور پخت قرن چهاردهم مستلزم الک کردن آرد (برنج)، سپس رقیق کردن آن با شیر بز، گوسفند یا بادام و در نهایت جوشاندن آن در تابه بود. سپس به این سس یک سینه مرغ ریز خرد شده، گوشت خوک سفید، شکر و بادام اضافه می‌کردند.

تلفظ بشامل در زبان‌های مختلف به صورت زیر است:
- بشاملا یا بالساملا در ایتالیا[۲]
- بشامیل در یونان[۳]
- بشمل (باشامل) در مصر[۴]
- بیزامیل در روسیه[۵]
- بسامل در لهستان[۶]
- سس سفید در ایالات متحده[۷]